# Eubergia
Eubergia é um gênero de mariposa pertencente à família Saturniidae.

## Espécies
- Eubergia argyrea (Weymer, 1908)
- Eubergia caisa (Berg, 1883)
- Eubergia radians (Dognin, 1911)